# Дон Жуан (езеро)
Вижте пояснителната страница за други значения на Дон Жуан.
Дон Жуан е малко и много плитко хиперсалинно езеро, разположено в западния край на долината Райт (Земя Виктория, Антарктида) на 9 км западно от езерото Ванда. То е „заклещено“ между върха Асгард на юг и Дайс на север. В западния си край има малък приток, който идва от близко разположения ледник. Езерото Дон Жуан е най-соленото на Земята. Нивото му на соленост е над 40%.
Самото езеро е открито през 1961 година, когато пилотите лейтенант Дон Ру и лейтенант Джон Хики, прелитат над него с хеликоптер и установяват неизследвано дотогава езеро. Интересното е, че при първоначалното изследване на езерцето, температурата на околната среда е около -30 °C (-22 °F), а водата в него е в течно състояние.

## Харктеристики
Езерото е сравнително плитко и с плоско дъно. Площта и обемът на езерото варират във времето. Според топографската карта на USGS, публикувана през 1977 г., площта му е около 0,25 km², като през последните години размерът на езерото е намалял значително. Максималната му дълбочина е била измерена през 1993/94 – около 19 – 20 см. През януари 1997 г. при ново измерване се оказва, че дълбочината е само 10 см, а през декември 1998 г. езерото е вече почти пресъхнало навсякъде, с изключение на една малка площ от няколко десетки квадратни метра. Повечето от останалата вода се намира в депресии около големите скални блокове на самото езерото.
Солеността на езерото е 40%, по-голяма от тази на Мъртво море (разположено между Израел и Йордания) и езерото Асал (в Джибути). За разлика от други езера и водоеми в долината, Дон Жуан няма ледена покривка. Неговата хиперсоленост не му позволява да замръзна дори при антарктическите студове.
Доминиращите йони в него са калций и хлор. Изчислените концентрации във водата са следните CaCl2 3,72 mol/kg и NaCl 0,50 mol/kg, при температура -51,8 °C. Това е почти равно на 413 грама CaCl2 и 29 грама NaCl на литър вода. Районът около Дон Жуан е покрит със соли на натриев и калциев хлорид, които са се утаявали, докато водата се е изпарявала.